# Ребекка Гудлейфсдоттір
Реббе́кка Гудлейфсдо́ттір (ісл. Rebekka Guðleifsdóttir; нар. 25 травня 1978) — ісландський фотограф і художник, сама виховує двох синів. Мешкає в місті Гапнарф'єрдюрі (ісл. Hafnarfjörður) поблизу Рейк'явіка, Ісландія. Студентка Ісландської академії мистецтв. Почала займатися фотографією у травні 2005, навчалася фотографувати самостійно. Стала викладати фотографії на Flickr, одержала схвальні відгуки, які заохотили її. У 2005 одержала нагороду Flickys people's choice award for excellence in self-portrait photography.
Улюблені жанри: портрет, автопортрет, природа. Майстерно володіє зйомкою з об'єктивом «риб'яче око» (Fisheye). Характерною рисою фотографій Ребекки є незвичайні кольори і відтінки, м'якої теплої тональності. Улюблена фотокамера Ребекки — Canon EOS 5D[джерело?].
Ребекка вправно володіє пером і олівцем. Її малюнки за виразністю не поступаються її фотографіям. Однією з показових робіт (олівець, папір) є Old Man.
На серпень 2006 її сторінка на Flickr мала 1,6 мільйона відвідувань, з-поміж щонайбільше 4 мільйонів користувачів Flickr.
У липні 2006 «Spiegel» пише про неї у своїй передовиці присвяченій Web 2.0. «The Wall Street Journal» заніс її до списку New Media Power List.